# Espace Franquin
L'espace Franquin, anciennement nommé Centre Saint-Martial, est un centre culturel situé dans le centre-ville d'Angoulême, en France. D'architecture moderne, le bâtiment est ouvert dans les années 1970. Il a été baptisé du nom du dessinateur de bande dessinée André Franquin après sa mort.

## Usages
L'espace Franquin offre trois espaces de représentations publiques :  
- La grande salle Luis Buñel qui comporte 310 places
- La salle Georges Méliès, qui est une salle de projection de 48 places
- La salle Paul Iribe de 350m²[2]

Il accueille également une partie du Festival international de la bande dessinée dans son grand hall d'exposition (40m linéaires). 